# Cryptocephalus nigellus
Cryptocephalus nigellus es una especie de insecto coleóptero de la familia Chrysomelidae.
Fue descrita científicamente en 1999 por Lopatin & Chikatunov.